# استكشاف القمر

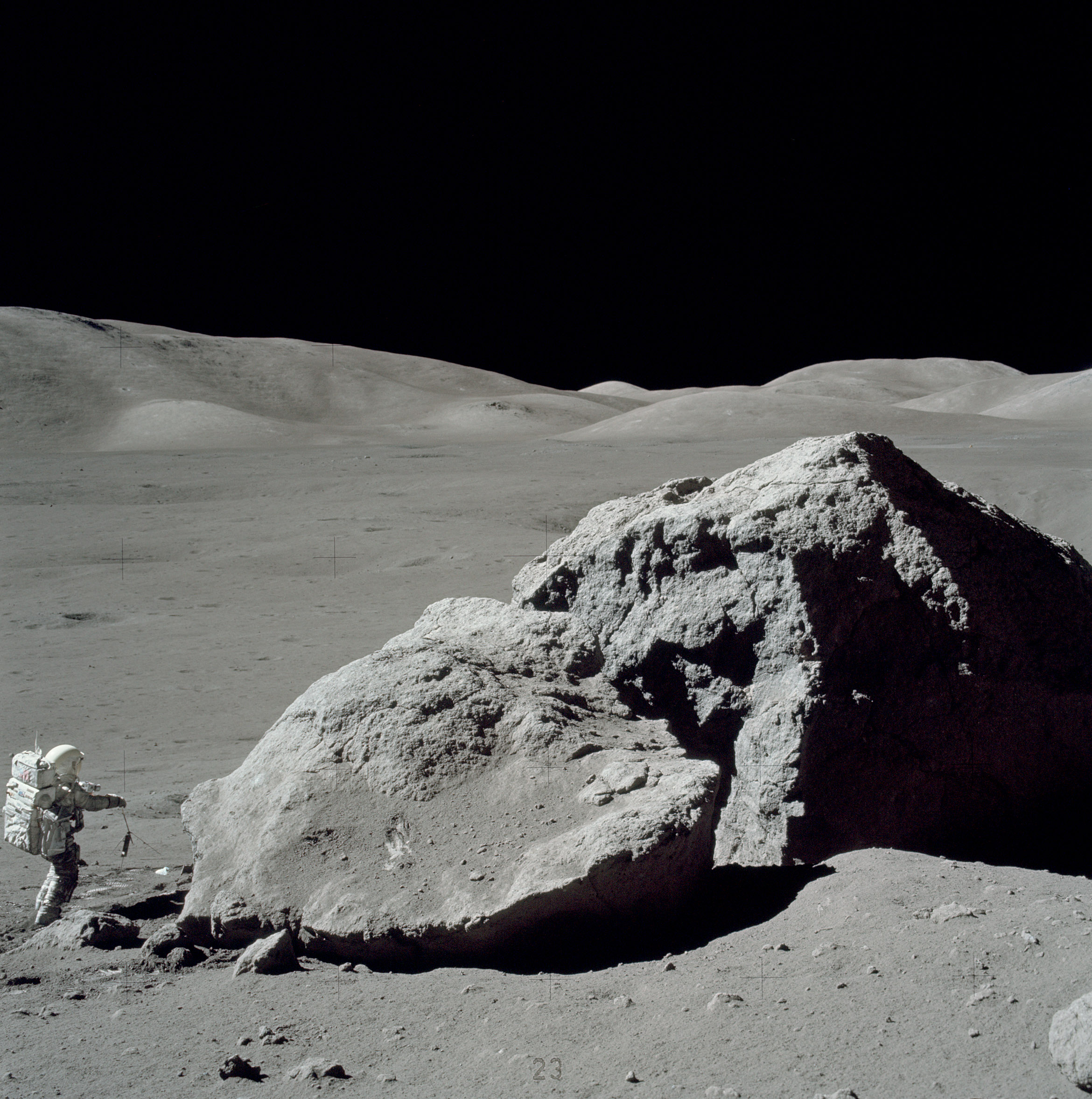
رائد الفضاء هاريسون شميت وهو يقف بجوار صخرة في القمر

استكشاف القمر يهدف إلى المدار حول القمر أو الهبوط على سطحه. البعثات الاستكشافية إلى القمر يمكن تقسيمها إلى مجموعتين رئيسيتين: البعثات المأهولة وغير المأهولة، برنامج أبولو التابع للولايات المتحدة هو الوحيد الذي أجرى بعثات مأهولة على القمر بين عامي 1968 و1972، وهناك مشروع جديد للعودة إلى سطح القمر في عام 2018. بينما الاتحاد السوفياتي هو الرائد في بعثات القمر غير المأهولة بين عامي 1959 و1976 ببرنامجه لونا، لكنه فشل في البعثات المأهولة خلال عقد 1970، بعد عدم تمكنه من إطلاق الصاروخ، وتخلى الاتحاد السوفياتي عن هذا المشروع. بينما أوروبا واليابان والصين والهند نجحت في بعثات غير مأهولة بنجاح نسبي. الصين لديها أيضا مشاريع لاستكشاف القمر بطريقة مأهولة في 2020، لكنه في مراحل تطوره الأولى. ستلعب محطة الفضاء الدولية دوراً هاماً كمحطة لرواد الفضاء.

## تاريخ
في نهاية خمسينيات القرن الماضي كانت هناك منافسة فضائية بين الولايات المتحدة والاتحاد السوفيتي السابق بالمنافسة محورها استكشاف القمر، مما أثار الموجة الأولى لاستكشاف القمر. من عام 1958 إلى أغسطس 1976، أطلق البلدان 45 جهازا لاستكشاف القمر بنجاح. في عام 1969 صعدت مركبة الفضاء الأمريكية أبولو بالإنسان إلى القمر لأول مرة، وحقق استكشاف القمر نجاحا عصريا. حصلت الولايات المتحدة والاتحاد السوفيتي السابق، بواسطة استكشاف القمر، على عينات وبيانات وتجارب من القمر لا تقدر بثمن، مما رفع كثيرا مستوى معرفة الناس للقمر والأرض ونظام الشمس، وعزز ابتكار وتطوير سلسلة من العلوم الأساسية والتكنولوجيا العلمية، وشكل مجموعة كبيرة من صناعات العلوم والتكنولوجيا العالية، وحقق عوائد اقتصادية واجتماعية ملحوظة. منذ عام 1977، وعلى أساس استكشاف القمر، قامت الولايات المتحدة والاتحاد السوفيتي السابق باستكشاف كواكب الزهرة والمريخ وزحل على التوالي. في نهاية تسعينيات القرن الماضي، وقعت الدول الرئيسية في مجال الفضاء خططا لاستكشاف القمر، فارتفعت درجة حرارة استكشاف القمر من جديد. في عام 1995 قدمت الولايات المتحدة خطة جديدة وشاملة موجهة للقرن الحادي والعشرين لاستكشاف القمر. وطرحت هيئة الفضاء الأوروبية عام 1994 خطة مفصلة للعودة إلى القمر من جديد وإقامة قاعدة لإطلاق أول قمر صناعي للقمر وإقامة قاعدة للبحوث حول القمر تدريجيا عام 2003. ووضعت اليابان خطة منظمة لاستكشاف القمر، وستطلق جهاز القمر – A عام 2003 وجهازا آخر لاستكشاف القمر عام 2004، ثم تقيم مركز مراقبة القمر عام 2015. ووضعت الهند خطة لاستكشاف القمر وتخطط أن تطلق جهازا لاستكشاف القمر حوالي عام 2006.

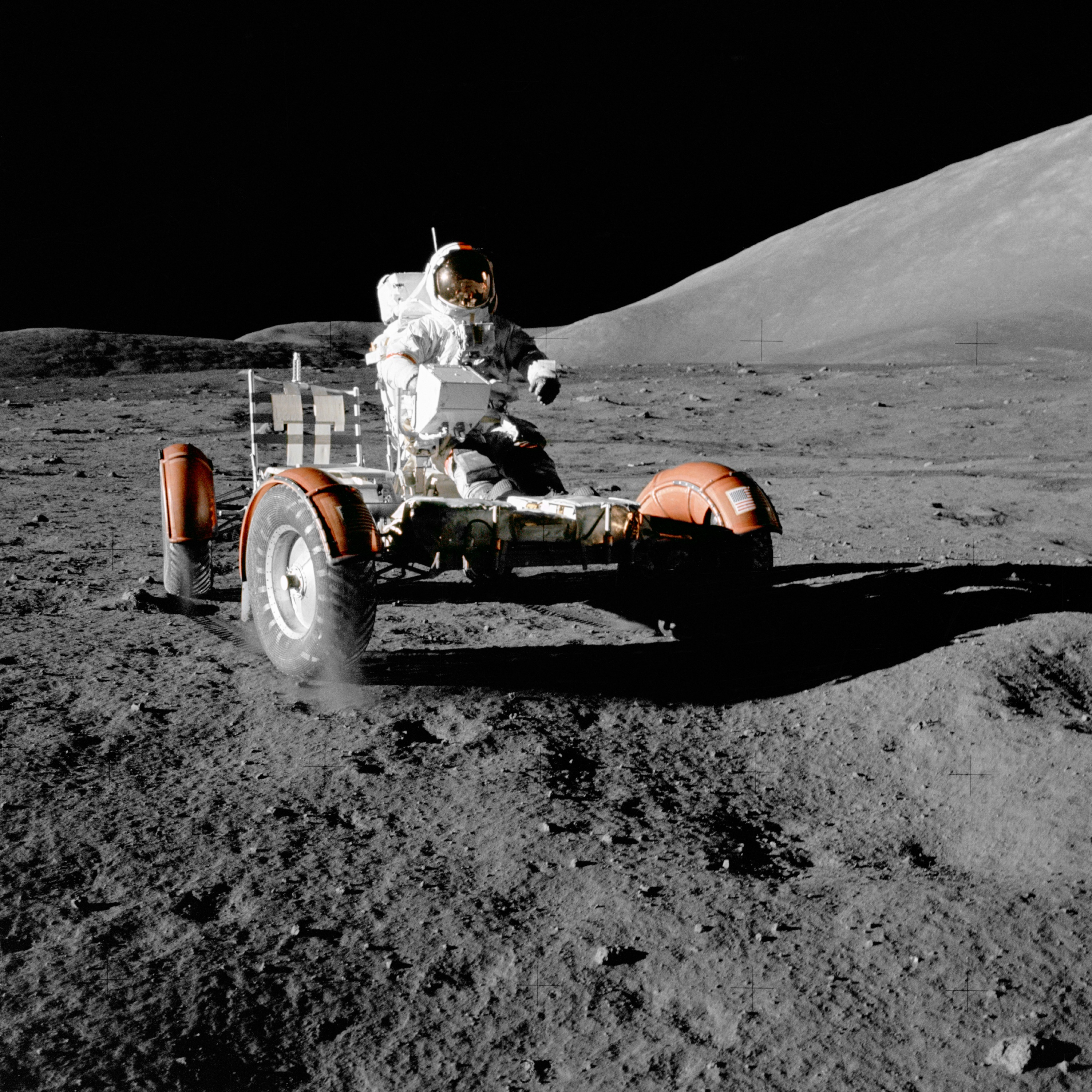
يوجين سيرنان في المهمة 17 من برنامج أبولو

### كرونولوجيا
في سبتمبر 1959 كانت المركبة الفضائية السوفياتية لونا-2 أول آلية مرسلة من الأرض تتحطم على سطح القمر. وبعد شهر نقلت لونا-3 أولى الصور التي التقطت للجانب غير المرئي منه.
وفي مواجهة نجاح الاتحاد السوفياتي الذي أرسل أول رجل إلى الفضاء هو يوري غاغارين في أبريل 1961 تعهد الرئيس الأميركي جون كينيدي بأن يحذو حذوه وأمهل الولايات المتحدة عشر سنوات لإرسال رجل إلى القمر. في ت يوليو 1964 أطلقت واشنطن المركبة رانجر-7 التي التقطت أكثر من أربعة آلاف صورة لسطح القمر خلال رحلتها. وفي 1966 نقلت لونا-9 أولى اللقطات التلفزيونية للقمر. وفي سبتمبر 1968 أرسل الاتحاد السوفياتي زوند-5التي اقلت حيوانات ونباتات وكانت أول مركبة تعود إلى الأرض بعد أن قامت بدورة حول القمر.
وفي 21 ديسمبر 1968 أطلقت الولايات المتحدة أبولو 8 التي قامت بدورة حول القمر قبل أن تعود. في 20 يوليو 1969 مشى نيل أرمسترونغ وإدوين ألدرن على سطح القمر في «خطوة صغيرة للإنسان وهائلة للبشرية».
في 1970 أطلق السوفيات لونا-16 ولونا-17 تحملان رجلين آليين قادرين على جمع عينات من سطح القمر. وفي ديسمبر 1972 نزل آخر رجلين على سطح القمر وهما يوجين سيرنان وهاريسون «جاك» شميت. وفي المجموع مشى 12 رجلا على سطح القمر جمعوا حوالي 400 كيلوغرام من الصخور. وفي 1976 نقلت لونا-24 عينات من تربة سطح القمر. وأطلق اليابانيون في 1990 القمر الاصطناعي «هيتن» الذي يحمل المسبار هاغورومو الذي وضع في مدار القمر.
في 1994 وضع قمر اصطناعي عسكري أميركي «كليمنتاين» في المدار ونقل معطيات توحي بوجود مياه بشكل جليد في قطبي القمر. وقام قمر اصطناعي أميركي آخر هو لونار بروسبكتر أطلق في 1998 في مهمة مدتها 18 شهرا بمسح للجاذبية على سطحه. وقد تحطم على سطح القمر في 31 يوليو 1999. وذكرت ناسانه لم يكشف وجود مياه خلال اصطدامه.
في 28 سبتمبر 2003 أطلق المسبار سمارت-1 من قاعدة كورو ووضع في مدار القمر في نوفمبر 2004. وقد نقل عناصر تسمح بتقدم الجدل حول أصل القمر وتطوره.

## الدول المشاركة

### روسيا
- برنامج لونا
- لونا - غلوب

### الولايات المتحدة
- برنامج أبولو
- كليمنتين
- لونار بروسبكتر
- مستكشف القمر المداري

### أوروبا
- سمارت-1

### الصين
أطلقت الصين بنجاح مسبارها القمري الأول شونغ'ء-1 في أكتوبر 2007. وتراوحت تكلفة المشروع بين مليار و 1.4 مليار يوان (بين 143 و 200 مليون دولار أمريكي).
يعد إطلاق تشانغ اه - 1 الخطوة الأولى في بعثة استكشاف القمر المكونة من ثلاث مراحل بالصين التي تشمل أيضا إطلاق سفينة فضاء إلى القمر من أجل القيام بهبوط سلس وسفينة فضاء ثانية لجمع عينات من تربة وصخور القمر لإجراء أبحاث عليها.

### اليابان
مركبة سيلين صممت للقيام في القمر بمهام فلكية وهندسية معقدة من الناحية الفنية، صممت لفحص تضاريس سطح القمر والجاذبية.

### الهند
ستقوم مركبة شاندرايان 1، التي أطلقت في 1 أكتوبر 2008 بتجارب وعمليات مراقبة حول القمر وفوقه مثل دراسات لطبقات سطحه وعمليات بحث عن المياه ومعادن ومواد كيميائية خصوصا بفضل إنزال مسبار صنع في الهند على سطح القمر.

## الشبكة القمرية الدولية
مشروع الشبكة القمرية الدولية يخطط لإقامة تدريجياً ما بين ست إلى ثماني محطات علمية ثابتة أو محمولة على سطح القمر. يشارك في المشروع كل من الولايات المتحدة وكندا وفرنسا وألمانيا وبريطانيا والهند وإيطاليا واليابان وكوريا الجنوبية.
ستشكل المحطات جيلاً ثانياً من شبكة علوم الإنسان الآلي لتحل محل الأجهزة التي تركها برنامج أبولو لدراسة سطح القمر وداخله، وبالنسبة إلى ناسا فإنها تخطط لإقامة أول محطتين لها من الشبكة القمرية الدولية على سطح القمر في عامي 2013 و2014.